# Два капитана
«Два капитана» — приключенческий роман писателя Вениамина Каверина, который был написан им в 1938—1944 годах. Роман выдержал более сотни переизданий. Автор романа был награждён Сталинской премией второй степени (1946). Книга была переведена на многие иностранные языки.  

## Сюжет
В романе рассказывается о жизни Александра Ивановича (Сани) Григорьева из провинциального города Энска, который с честью проходит через испытания беспризорности, взросления и войны, чтобы в конце концов завоевать сердце любимой девушки и разгадать загадку, с которой оказывается тесно связана их судьба.
Из-за перенесённой в раннем детстве болезни Саня не мог говорить, хотя слышал и понимал чужую речь. Весной 1914 года в его двор речным разливом вынесло утонувшего почтальона и сумку с письмами. Власти сочли почту испорченной водой и не забрали её, но часть писем уцелела. Живущая по соседству вдова, тётя Даша, долгое время читала эти письма детям вместо книг. Особое впечатление на Саню произвели письма, написанные участниками полярной экспедиции, и он прочно запомнил их содержание.
Летом 1916 года Саня тайком уходит ночью ловить раков и становится свидетелем убийства сторожа. Мальчик случайно теряет на месте преступления монтёрский нож, подаренный ему отцом из-за поломки лезвия. Отца Сани арестовывают, поскольку на рукоятке обнаруженного ножа написана его фамилия. Из-за немоты Сане не удаётся сообщить о настоящих обстоятельствах убийства даже собственной матери.  
Из-за нехватки средств на пропитание семьи Саню с младшей сестрой, тоже Саней (Александрой), на зиму отправляют в деревню, где они живут в деревенском доме своего отца под присмотром двоюродной бабки Петровны. Однажды к дому детей выходит замёрзший до полусмерти беглый ссыльный, доктор Иван Иваныч, и несколько дней прячется у них. Заинтересовавшись состоянием Сани, доктор перед уходом показывает ему упражнения для развития речи. Ежедневно повторяя их, Саня излечивается от немоты.
Отец Сани умирает в тюрьме до возвращения детей из деревни. Мать вторично выходит замуж за человека, называющего себя Гаер Кулий. Отчим оказывается жестоким и подлым, он мучает Саню и его сестру. Вскоре мать Сани умирает. Во время боёв за установление в Энске советской власти Гаер Кулий бежит из города, бросив пасынков. За детьми присматривает тётя Даша, недавно вышедшая замуж за соседа Сковородникова (также вдовца, в одиночку растившего сына Петьку). У семьи Сковородниковых не хватает средств содержать сирот Григорьевых, и они решают сдать Саню с сестрой на зиму в детский приют. Узнав об этом, Саня и Петька Сковородников, которые к этому времени очень подружились, бегут из дома, желая добраться до Туркестана. Преодолевать трудности пути им помогает взаимная клятва, заканчивающаяся словами «бороться и искать, найти и не сдаваться», которые становятся лейтмотивом романа. В Москве мальчики теряют друг друга, и Саня попадает сначала в детский распределитель, а оттуда в школу-коммуну.
Однажды Саня помогает донести покупки с рынка старушке Нине Капитоновне, которая оказывается тоже родом из Энска и приходится родственницей Николаю Антоновичу Татаринову, директору школы, где учится Саня. Так Саня попадает в квартиру Татариновых. Вместе с Николаем Антоновичем живёт не только Нина Капитоновна, но также её дочь Мария Васильевна и внучка Катя. Николаю Антоновичу Катя приходится двоюродной племянницей. Отец Кати, капитан Иван Львович Татаринов, в 1912 году возглавил полярную экспедицию по Северному морскому пути, которая пропала без вести. Семью двоюродного брата Николай Антонович взял на попечение и уговорил уехать в Москву.
Саня становится частым гостем Кати и Нины Капитоновны. Катя и Саня сближаются, более начитанная девочка даёт Сане книги, в том числе по географии и полярным исследованиям, зарождая в нём интерес к этой теме. Факты из жизни семейства Татариновых и содержание знакомых с детства писем приводят Саню к убеждению, что Николай Антонович, влюблённый в Марию Васильевну, поспособствовал гибели своего двоюродного брата, снабдив его экспедицию некачественными припасами. Мария Васильевна, поверив Сане, заканчивает жизнь самоубийством. Саню обвиняют в клевете и изгоняют из дома Татариновых. Тогда он даёт клятву найти пропавшую экспедицию и доказать свою правоту. Саня становится лётчиком и по крупицам собирает информацию об экспедиции капитана Татаринова. Эти поиски переплетаются с развитием его отношений с Катей и жизненными перипетиями родных, друзей и знакомых Сани.
Во время Великой Отечественной войны капитан ВВС Александр Григорьев совершает вынужденную посадку на арктическом побережье. Обнаружив, что координаты места посадки совпадают с предполагаемой точкой высадки пропавшей экспедиции на материк, он находит засыпанную снегом палатку, а в ней — останки капитана Татаринова и сумку с его бумагами и фотоплёнками. Эти находки позволяют ему пролить окончательный свет на открытия и обстоятельства гибели экспедиции.
Девиз романа — слова «Бороться и искать, найти и не сдаваться» — это заключительная строка из стихотворения поэта Альфреда Теннисона «Улисс» (в оригинале: To strive, to seek, to find, and not to yield). Эта строка также выгравирована на кресте в память о погибшей экспедиции Роберта Скотта к Южному полюсу на холме Обсервейшн.

## Исторические прототипы

Памятник «Двум капитанам» в Пскове

Каверин вспоминал, что создание романа «Два капитана» началось с его встречи с молодым учёным-генетиком Михаилом Лобашёвым, которая произошла в санатории под Ленинградом в середине тридцатых годов. «Это был человек, в котором горячность соединялась с прямодушием, а упорство — с удивительной определённостью цели, — вспоминал писатель. — Он умел добиваться успеха в любом деле». Лобашёв рассказал Каверину о своём детстве, странной немоте в ранние годы, сиротстве, беспризорничестве, школе-коммуне в Ташкенте и о том, как впоследствии ему удалось поступить в университет и стать учёным.
Ещё одним прототипом главного героя стал военный лётчик Самуил Клебанов, героически погибший в 1942 году. Он посвятил писателя в тайны лётного мастерства.
Образ капитана Ивана Львовича Татаринова напоминает о нескольких исторических аналогиях. В 1912 году в плавание отправились три русских полярных экспедиции: на судне «Св. Фока» под командованием Георгия Седова, на шхуне «Св. Анна» под руководством Георгия Брусилова и на боте «Геркулес» с участием Владимира Русанова. Экспедиция на шхуне «Св. Мария» в романе фактически повторяет сроки путешествия и маршрут «Святой Анны». Внешность, характер и взгляды капитана Татаринова роднят его с Георгием Седовым. Поиски экспедиции капитана Татаринова напоминают о поисках экспедиции Русанова.
Судьба персонажа романа, штурмана «Св. Марии» Ивана Климова, перекликается с подлинной судьбой штурмана «Святой Анны» Валериана Альбанова. Сцена с письмами в самом начале романа также напоминает реальность: когда Альбанов покидал «Святую Анну», у него были с собой письма от членов экспедиции, ни одно из которых не было доставлено.
Директор Псковской гимназии, где учился автор, Артур Генрихович Готлиб — прототип Николая Антоновича Татаринова, одного из самых «отрицательных» героев романа.

## Публикация
Первый том романа впервые опубликован в детском журнале «Костёр» с 1938 по 1940 год. Первое самостоятельное издание вышло в 1940 году в Детиздате с художественным оформлением Ю. Сырнева и фронтисписом работы В. Конашевича. Первое полное издание в 1945 году в оформлении художников Б. Дехтерева и В. Ладягина.

## Адаптации
Роман был дважды экранизирован:
- Два капитана (фильм, 1955)
- Два капитана (фильм, 1976)

В 2001 году по мотивам романа был поставлен мюзикл «Норд-Ост», который, однако, также печально известен трагическими событиями.

## Увековечивание памяти
- В 2003 году главная площадь города Полярный Мурманской области названа площадью Двух Капитанов. Именно отсюда отправились в плавание экспедиции Владимира Русанова и Георгия Брусилова. Кроме того, именно в Полярном состоялась  встреча главных героев романа — Сани Григорьева и Кати Татариновой после их долгой разлуки.
- Героям романа «Два капитана» в 1995 году установлен памятник в родном городе автора, Пскове (выведен в книге под названием Энск)[источник не указан 53 дня].
- 18 апреля 2002 года в Псковской областной детской библиотеке был открыт музей романа «Два капитана»[18].